# Sagsai
Sagsai (mongolisch Сагсай, ᠰᠠᠭᠰᠠᠢ
 ᠰᠤᠮᠤ auch: Sagsay) ist ein Sum (Distrikt) des Aimag (Provinz) Bajan-Ölgii im Westen der Mongolei. Die Bevölkerung ist vornehmlich kasachisch. Die Einwohnerzahl beträgt 5.280 (Stand: Ende 2020). 2014 wurden 4.945 Einwohner gezählt.

## Geschichte
Sagsai wurde von Kasachen besiedelt, die von der Nordseite des Altai-Gebirges einwanderte. 1922 wurde das Banner Sherushy khoshuun (tuwinisch кожуун) mit dem Zentrum in Akbalshyk, dem heutigen Bilüü, gegründet. 1922 wurde es in die Einheiten Sherushy und Shebaraigyr geteilt und 1925 in Sherushy, Shebaraigyr, Botakara und Zhantekey. Diese Khoshuuns gehörten zur Provins Khovd. 1940 wurde die Provinz Bajan-Ölgii gegründet und das Sum wurde der Provinz untergeordnet.

## Geographie
Sagsai ist ein langgezogenes Sum, welches sich vom Zentrum des Aimag, von Ölgii nach Südwesten erstreckt und bis an die Grenze der Altay-Präfektur von Xinjiang, China reicht. Im Südosten grenzt es an Bujant und Altai Sum, im Norden an Ulaanchus und im Norden und Nordwesten noch teilweise an Bugat. Die Landschaft des Sum ist geprägt von den Bergen und Hügeln des Altai. Der Chowd Gol ist der bedeutendste Fluss im Distrikt, der Distrikt ist jedoch nach dem Zufluss Sagsai Gol benannt.
Im Süden umfasst das Sum große Teile des Tavan-Bogd-Nationalparks.

## Kultur
Im Distrikt gibt es zahlreiche Adler-Jäger (Falknerei), die mit Steinadlern auf die Jagd nach Füchsen und Hasen gehen. Jedes Jahr finden in Sagsai die Wettbewerbe Altai Kazakh Eagle Festival und Sagsai Golden Eagle Festival statt am letzten Wochenende im September.